# اگونکانمی
اگونکانمی (به لاتین: Agonkanmè) یک منطقهٔ مسکونی در بنین است که در استان آتلانتیک واقع شده‌است.

## خصوصیات
اگونکانمی ۶٬۵۳۳ نفر جمعیت دارد.